# Gearran
Gearran, of Fladaigh-Gearran is een Schots rotseilandje in de Binnen-Hebriden, liggend ten zuiden van Fladda-chùain en ten noorden van Skye. Op een afstand van slechts 20 meter ten westen van het eiland ligt het eiland Am Bord, ook wel Lord MacDonald's Table genoemd, met ongeveer dezelfde afmetingen.